# Shōhei Takahashi
Shōhei Takahashi (高橋 祥平?, Takahashi Shōhei; Higashiyamato, 27 ottobre 1991) è un calciatore giapponese, difensore del Matsumoto Yamaga.

## Carriera

### Club
Cresciuto in vari sodalizi dell'area di Tokyo, esordisce nella prima squadra del Tokyo Verdy nella J. League Division 2 2009. Con i Verdy nelle quattro stagioni di permanenza non riesce ad ottenere la promozione in massima serie.
Nella stagione 2013 si trasferisce a giocare in massima serie con l'Omiya Ardija, con cui ottiene il quattordicesimo posto finale nella prima annata e retrocede in cadetteria in quella seguente.
Nel 2015 passa al Vissel Kōbe, con cui chiude la J1 League 2015 al dodicesimo posto finale.

### Nazionale
Ha giocato in varie rappresentative nazionali giovanili nipponiche.

## Statistiche

### Presenze e reti nei club
Statistiche aggiornate al 3 dicembre 2023.
| Stagione              | Squadra               | Campionato            | Campionato | Campionato | Coppe nazionali | Coppe nazionali | Coppe nazionali | Coppe continentali | Coppe continentali | Coppe continentali | Altre coppe | Altre coppe | Altre coppe | Totale | Totale | Totale |
| Stagione              | Squadra               | Comp                  | Pres       | Reti       | Comp            | Pres            | Reti            | Comp               | Pres               | Reti               | Comp        | Pres        | Reti        | Pres   | Reti   |        |
| --------------------- | --------------------- | --------------------- | ---------- | ---------- | --------------- | --------------- | --------------- | ------------------ | ------------------ | ------------------ | ----------- | ----------- | ----------- | ------ | ------ | ------ |
| 2009                  | Tokyo Verdy           | J2                    | 25         | 1          | CG              | 0               | 0               | -                  | -                  | -                  | -           | -           | -           | 25     | 1      |        |
| 2010                  | Tokyo Verdy           | J2                    | 20         | 1          | CG              | 1               | 0               | -                  | -                  | -                  | -           | -           | -           | 21     | 1      |        |
| 2011                  | Tokyo Verdy           | J2                    | 28         | 1          | CG              | 2               | 0               | -                  | -                  | -                  | -           | -           | -           | 30     | 1      |        |
| 2012                  | Tokyo Verdy           | J2                    | 38         | 6          | CG              | 2               | 0               | -                  | -                  | -                  | -           | -           | -           | 40     | 6      |        |
| 2013                  | Omiya Ardija          | J1                    | 32         | 1          | CG+CdL          | 3+4             | 0               | -                  | -                  | -                  | -           | -           | -           | 39     | 1      |        |
| 2014                  | Omiya Ardija          | J1                    | 34         | 6          | CG+CdL          | 2+6             | 0               | -                  | -                  | -                  | -           | -           | -           | 42     | 6      |        |
| Totale Omiya Ardija   | Totale Omiya Ardija   | Totale Omiya Ardija   | 66         | 7          |                 | 15              | 0               |                    | -                  | -                  |             | -           | -           | 81     | 7      |        |
| 2015                  | Vissel Kōbe           | J1                    | 26         | 2          | CG+CdL          | 3+6             | 0               | -                  | -                  | -                  | -           | -           | -           | 35     | 2      |        |
| 2016                  | Vissel Kōbe           | J1                    | 13         | 0          | CG+CdL          | 2+6             | 1+0             | -                  | -                  | -                  | -           | -           | -           | 21     | 1      |        |
| 2017                  | Júbilo Iwata          | J1                    | 28         | 0          | CG+CdL          | 3+4             | 1+1             | -                  | -                  | -                  | -           | -           | -           | 35     | 2      |        |
| 2018                  | Júbilo Iwata          | J1                    | 34+1       | 0          | CG+CdL          | 2+4             | 0               | -                  | -                  | -                  | -           | -           | -           | 41     | 0      |        |
| 2019                  | Júbilo Iwata          | J1                    | 20         | 0          | CG+CdL          | 0               | 0               | -                  | -                  | -                  | -           | -           | -           | 20     | 0      |        |
| Totale Júbilo Iwata   | Totale Júbilo Iwata   | Totale Júbilo Iwata   | 83         | 0          |                 | 13              | 2               |                    | -                  | -                  |             | -           | -           | 96     | 2      |        |
| 2020                  | Tokyo Verdy           | J2                    | 29         | 2          | -               | -               | -               | -                  | -                  | -                  | -           | -           | -           | 29     | 2      |        |
| Totale Tokyo Verdy    | Totale Tokyo Verdy    | Totale Tokyo Verdy    | 140        | 11         |                 | 5               | 0               |                    | -                  | -                  |             | -           | -           | 145    | 11     |        |
| 2021                  | Machida Zelvia        | J2                    | 35         | 1          | CG              | 1               | 0               | -                  | -                  | -                  | -           | -           | -           | 36     | 1      |        |
| 2022                  | Machida Zelvia        | J2                    | 39         | 1          | CG              | 0               | 0               | -                  | -                  | -                  | -           | -           | -           | 39     | 1      |        |
| Totale Machida Zelvia | Totale Machida Zelvia | Totale Machida Zelvia | 74         | 2          |                 | 1               | 0               |                    | -                  | -                  |             | -           | -           | 75     | 2      |        |
| 2023                  | Vissel Kōbe           | J1                    | 0          | 0          | CG+CdL          | 1+5             | 0               | -                  | -                  | -                  | -           | -           | -           | 6      | 0      |        |
| Totale Vissel Kōbe    | Totale Vissel Kōbe    | Totale Vissel Kōbe    | 39         | 2          |                 | 23              | 1               |                    | -                  | -                  |             | -           | -           | 62     | 3      |        |
| Totale carriera       | Totale carriera       | Totale carriera       | 402        | 22         |                 | 57              | 3               |                    | -                  | -                  |             | -           | -           | 459    | 25     |        |

## Palmarès

### Club

#### Competizioni nazionali
- Campionato giapponese: 1

Vissel Kōbe: 2023